# Península de Romsdal
La península de Romsdal (del noruego: Romsdalshalvøya) está ubicada en la provincia de Møre og Romsdal, Noruega. Comprende parte de los municipios de Molde, Hustadvika, Fræna, Gjemnes, Eide y Nesset. Está conectada al continente por un istmo de unos 5 km de ancho con las villas de Eidsvåg y Eidsøra en Nesset y flanqueada por un gran número de fiordos. Unos 42 000 personas residen en la península de Romsdal.